# 2023年一般教書演説
2023年一般教書演説（2023ねんいっぱんきょうしょえんぜつ）は、第46代アメリカ合衆国大統領のジョー・バイデンが2023年2月7日火曜午後9時（東部標準時）にアメリカ合衆国下院本会議場でアメリカ合衆国第118議会に向けて行った。この演説はテレビ放送したネットワーク全体で2730万人が視聴した。

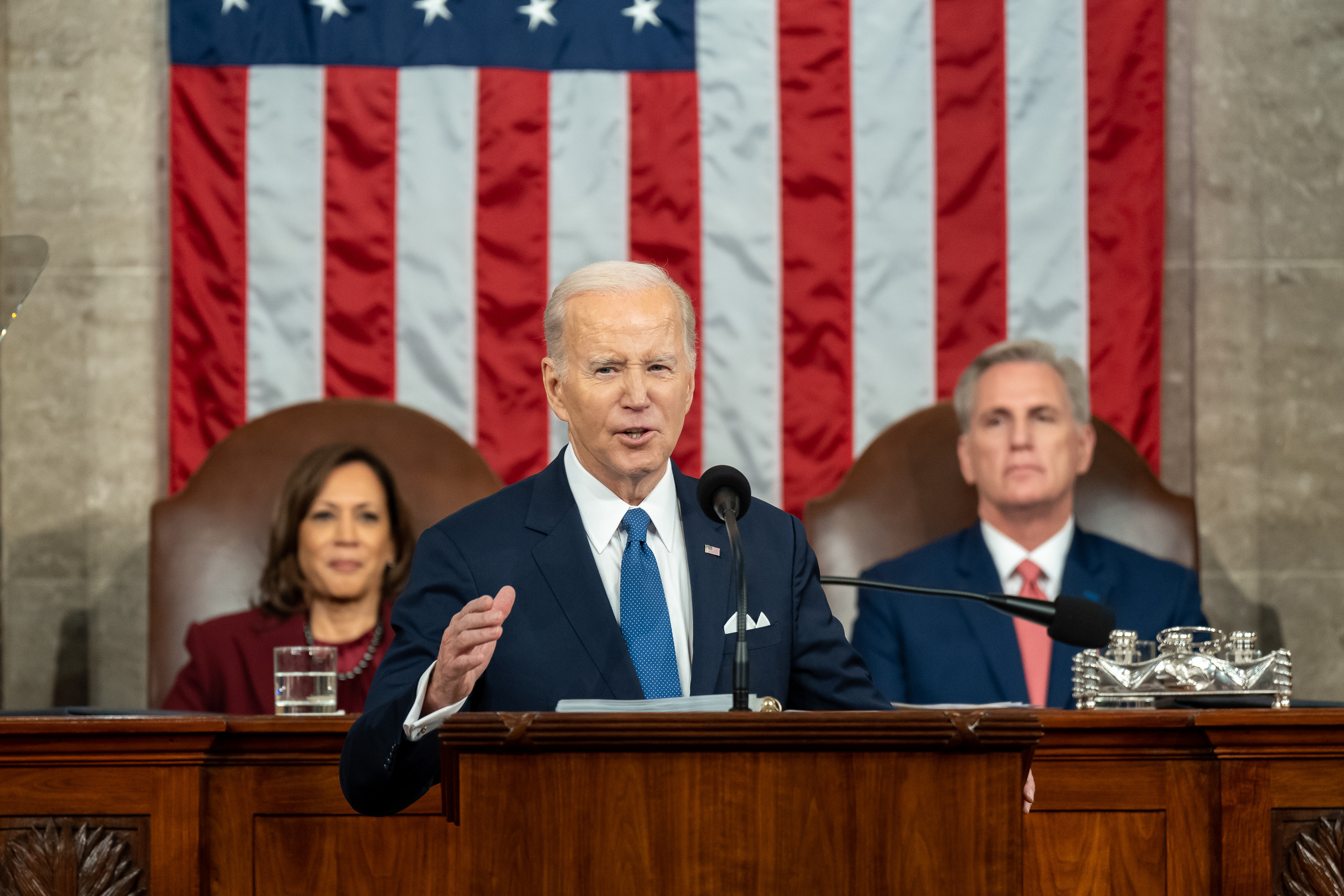
合衆国議会で演説するジョー・バイデン大統領

バイデンにとって2回目となるこの一般教書演説は合同会議での3回目の演説であった。共和党が下院を掌握したのは2018年以来であった。大統領の後ろに座るのは副大統領のカマラ・ハリスと下院議長のケビン・マッカーシーであり、マッカーシーは合同会議長、ハリスは上院議長としての職務を果たした。

## 演説
アメリカ合衆国憲法第2条第3節第1項で大統領は「随時連邦の状況に関する情報を連邦議会に提供し、また自ら必要かつ適切と考える施策について議会に審議を勧告する」と規定されている。2023年1月13日にバイデン大統領はマッカーシー下院議長の招待を受け、2月7日に一般教書演説を行った。

### 言及された問題
- バイデン政権の競争に関する課題（英語版）で「ジャンク料金（英語版）」と競業避止条項（英語版）の禁止が提唱されている[4][5]。バイデンはビッグ・テックを抑制するための反トラスト法の制定を議会に呼びかけた[6][7]。
- 1200万人の新規雇用の創出[8]と失業率の改善を強調した。その他の論点として国内の半導体製造、インフレーション、インフラ、銃による暴力、ロシアのウクライナ侵攻などが挙げられた[9]。
- 債務上限危機にも触れ、さらに共和党が主張する社会保障とメディケアの削減案を強調した[10]。これに対し共和党の聴衆者がブーイングを浴びせた後、バイデンは「どうやら我々全員が賛成のようだ。社会保障もメディケアも予算からは外れないということかな?」と言い返した[10]。
- 在任中の失業率の低下、過去1年半のエネルギー価格の高騰によるインフレ率の低下、そして法制面の成果に関する議論を通して国の産業基盤改善を訴えた[11]。

### 議員からの野次
バイデンがフェンタニルの過剰摂取による死亡者を認めるとアンディ・オグルス下院議員は「お前のせいだ!」と叫び、また共和党が社会保障とメディケアを削減しようとしていることに触れるとボブ・グッド下院議員とマージョリー・テイラー・グリーン下院議員が「嘘つき!」と叫んだ。バイデンが在米ウクライナ大使のオクサナ・マルカロワとタイリー・ニコルズの家族を紹介した際もグリーンは着席したままであった。

## 反論演説

### 共和党
アーカンソー州知事のサラ・ハッカビー・サンダースは一般教書演説に対する共和党からの反論演説を行った。演説でサンダースはバイデンがアメリカ人の生活よりも「wokeなファンタジー」を優先していると批判した。サンダースはまた「我々が始めたわけでもなく、戦うつもりもなかった左翼文化戦争で我々は攻撃を受けている」と述べた。
フアン・シスコマーニはスペイン語で共和党の反論演説を行った。

### 労働家族党
デレア・ラミレス下院議員は労働家族党の反論演説を行った。演説でラミレスはバイデン政権の実績を称賛する一方で拡大された子供税額控除の復活、最低賃金15ドルの制定、メディケイドの拡大を求めた。

## 視聴者数
今回の一般教書演説の視聴者数は2730万人であり、2022年から29%減少し、過去30年間で最低を記録した。ニールセンによると演説の視聴者の73%が55歳以上、35歳以下は5%であった。
CNNとMSNBCの視聴率は2021年の演説を下回った。
| ネットワーク         | 視聴者数  |
| -------------------- | --------- |
| FNC                  | 4,695,000 |
| ABC                  | 4,405,000 |
| NBC                  | 3,778,000 |
| CBS                  | 3,637,000 |
| MSNBC                | 3,569,000 |
| CNN                  | 2,411,000 |
| フォックス           | 1,656,000 |
| ユニビジョン         | 1,083,000 |
| テレムンド           | 836,000   |
| ニュースマックス     | 252,000   |
| CNBC                 | 128,000   |
| NewsNation           | 97,000    |
| フォックス・ビジネス | 64,000    |
| CNNエスパニョール    | 18,000    |

  ブロードキャストネットワーク
  ケーブルニュースネットワーク